# Giorgio Pagliari
Giorgio Pagliari (Parma, 5 ottobre 1950) è un avvocato e politico italiano, senatore della Repubblica nella XVII legislatura per il Partito Democratico.

## Biografia
Laureato con lode in giurisprudenza, è professore ordinario di diritto amministrativo presso l'Università di Parma, autore di numerosi studi in materia urbanistica; esercita inoltre la libera professione di avvocato cassazionista. Attivo nel mondo cattolico, è stato membro del Consiglio per gli Affari Economici della Diocesi ducale ed è Fabbriciere della Cattedrale di Parma.

### Attività politica
Dal maggio 1993 al gennaio 1996 è stato segretario provinciale della Democrazia Cristiana, poi Partito Popolare Italiano, di cui è stato consigliere nazionale dal 1995 al 1999. Alle elezioni comunali del 1998 è stato eletto consigliere comunale a Parma per il PPI, rimanendo in carica fino al 2002. 
Alle elezioni amministrative del 2004 è candidato consigliere della provincia di Parma nel collegio Parma IX per La Margherita, in cui è confluito il PPI: ottiene il 10,66% e non è eletto. È stato, da luglio 2004 ad aprile 2005, assessore all'Ambiente e alle Società partecipate della Provincia di Parma.
Alle elezioni comunali del 2007 è stato rieletto consigliere comunale a Parma per l'Ulivo in quota Partito Democratico (PD), di cui ha ricoperto l'incarico di capogruppo in consiglio comunale. Ha inoltre fatto parte della commissione Audit sul debito del Comune di Parma.

#### Elezione a senatore
Nel dicembre 2012 partecipa alle primarie "Parlamentarie" indette dal PD per la scelta dei candidati alle imminenti elezioni politiche del 24 e 25 febbraio, giungendo secondo con 4.529 preferenze a Parma. Alle elezioni politiche del 2013 viene eletto al Senato della Repubblica nelle liste del PD per la circoscrizione Emilia-Romagna.
Dal 7 maggio 2013 fa parte della I Commissione permanente (Affari costituzionali) ed è membro della Giunta delle elezioni e delle immunità parlamentari. È presidente della Commissione contenziosa del Senato della Repubblica, uno dei due organismi interni e di garanzia del Senato..
Dal 24 dicembre 2016, la classifica ufficiale redatta dall'osservatorio per le attività della politica italiana Openpolis, lo posiziona al primo posto per produttività tra i Senatori della XVII legislatura della Repubblica Italiana, nonché - con successivo aggiornamento -  il primo assoluto tra i Parlamentari italiani di entrambe le camere, meritando un indice di produttività pari a 1127,8. A seguito di tale notizia, il settimanale Il Venerdì di Repubblica lo definì "lo Stachanov del Parlamento italiano".
Il 8 marzo 2017 è stato nominato capogruppo Pd in Commissione Affari Costituzionali.
Alle elezioni politiche del 2018 è ricandidato al Senato per il centrosinistra nel collegio uninominale Emilia-Romagna - 07 (Parma), ottiene il 31,34% ed è sconfitto di misura dalla candidata di centrodestra Maria Saponara (32,17%). Non è dunque rieletto.
Dal 2019 il Prof. Pagliari rimane attivo in ambito politico con l'organizzazione di incontri e dibattiti di alto profilo in chiave locale e nazionale su temi sociali e di interesse generale. Tali incontri si svolgono inizialmente in presenza presso la Comunità Betania Onlus di Parma, per poi - dall'inizio della pandemia Covid-19 - divenire appuntamenti virtuali sul web sotto la dicitura "BetaniaOnline". La caratteristica degli incontri di Betania è che la voce di personalità di spicco del mondo della politica e della società civile è unita alle domande e ai pareri del pubblico partecipante.
Da non confondere con l'omonimo candidato del centrosinistra alla Camera per le elezioni politiche del 2022 nel collegio uninominale Lombardia 4 - 03 (Cremona).